# Vladana Vučinić
Vladana Vučinić (em montenegrino: Владана Вучинић; Podgorica, República Socialista do Montenegro, República Socialista Federativa da Jugoslávia, 18 de julho de 1986), também conhecido como Vladana, é uma cantora e compositora montenegrina, que representará Montenegro no Festival Eurovisão da Canção 2022.

## Discografia

### Álbuns de estúdio
- 2010 – Sinner City

### Singles
- 2003 – Ostaćeš mi vječna ljubav
- 2004 – Noć
- 2005 – Samo moj nikad njen
- 2006 – Nježna(com Bojana Nenezić)
- 2006 – Kao miris kokosa
- 2006 – Kapije od zlata
- 2007 – Poljubac Kao Doručak
- 2009 – Bad Girls Need Love Too
- 2010 – Sinner City
- 2022 – Breathe